# Auxa unicolor
Auxa unicolor är en skalbaggsart som beskrevs av Stefan von Breuning 1940. Auxa unicolor ingår i släktet Auxa och familjen långhorningar.
Artens utbredningsområde är Madagaskar. Inga underarter finns listade.